# Округ Грант (Канзас)
Округ Грант (енгл. Grant County) је округ у америчкој савезној држави Канзас. По попису из 2010. године број становника је 7.829. Седиште округа је град Јулисиз.

## Демографија
Према попису становништва из 2010. у округу је живело 7.829 становника, што је 80 (1,0%) становника мање него 2000. године.
| Група             | 2000.         | 2010.         |
| Белци             | 5.024 (63,5%) | 4.240 (54,2%) |
| Афроамериканци    | 17 (0,2%)     | 47 (0,6%)     |
| Азијати           | 29 (0,4%)     | 27 (0,3%)     |
| Хиспаноамериканци | 2.742 (34,7%) | 3.439 (43,9%) |
| Укупно            | 7.909         | 7.829         |